# Sant Martí de Biscarbó
Sant Martí de Biscarbó és l'església parroquial romànica de l'entitat de població de Biscarbó, que forma part del terme de les Valls d'Aguilar (Alt Urgell). Formava part de l'antic terme de Castellàs, de la comarca del Pallars Sobirà. Té categoria de sufragània de la parròquia de Santa Maria de Castellàs, portada des de Noves de Segre. És un edifici protegit com a bé cultural d'interès local.

## Descripció
L'església de Sant Martí de Biscarbó presenta una tipologia diferent respecte de la majoria d'esglésies medievals. Té similituds amb les esglésies de Sant Serni de Vila-rubla, amb l'ermita de Sant Quiri i Santa Julita de les Valls d'Aguilar, així com Sant Lluc d'Anyús o Santa Coloma d'Argestues. Tots aquests edificis són situats a la vall del riu Castellàs, a l'Alt Urgell. Les característiques de Sant Martí de Biscarbó no permeten establir una datació fiable. De tota manera aquesta església és un dels exemples més significatius d'una modalitat constructiva que es dona en algunes zones recloses de la comarca de l'Alt Urgell.
La porta i la finestra de doble esqueixada a la façana sud, així com dos carreus amb incisions, són clarament d'època medieval, no es descarta però que s'hagi aprofitat en una construcció posterior. El temple consta d'una nau rectangular, gairebé quadrada, l'angle nord-oest de la qual fou escapçat. A llevant té un absis rectangular. Hi ha una diferència d'amplada entre la nau i la volta de canó. Aquesta diferència en el cas de l'absis se salva mitjançant l'engruiximent dels murs. La nau està coberta per una estructura d'embigat de fusta que sosté una teulada de llosa rogenca, que es va respectar en la restauració duta a terme el 1980.
La porta, d'arc dovellat, és situada a la façana sud, prop de l'angle sud-oest, i sobre d'ella hi ha una finestra de doble esqueixada. Hi ha una finestra d'una sola esqueixada en el mateix mur. El mur de ponent és coronat per un senzill campanar d'espadanya d'un sol ull. L'interior és arrebossat i pintat. L'aparell constructiu, només visible a l'exterior, és molt irregular.

## Història
Trobem referències del lloc de Biscarbó en dos documents referents a la vila de Llacunes, de la comarca del Pallars Sobirà. L'any 1071 apareix en una publicació sacramental d'un testament i també el 1081 en un altre testament. Als dos capbreus del vescomtat de Castellbò que coneixem entre finals del segle xv i començaments del XVI, consta que el lloc de Biscarbó formava part de la batllia de Castellàs. A ran la visita pastoral de 1575 s'obrí una espitllera per il·luminar l'altar. L'església de Sant Martí, tradicionalment sufragània de la parroquial de Castellàs, fou restaurada duranta la dècada de 1980.